# Bujabéza
Bujabéza je folková skupina z Olomouce. První veřejné vystoupení skupiny proběhlo 23. 1. 2009 v olomouckém Jazz-Tibet klubu.
Na festivalu Zahrada v roce 2011 vyhrála Krtka. V únoru 2014 byla kapela hostem pořadu Cvrlikání TV Noe.

## Diskografie
- 2010 – CD Bujabéza
- 2012 – CD Potvory di mare
- 2016 – CD Před odletem

## Členové
- Jan Sítař – kapelník, klavír, djembe, zpěv
- Zuzana Mimrová – zpěv, perkuse
- Vít Zaoral – akordeon
- Jan „Metal“ Šebela – bicí
- Ondřej Jehlík – kytara, zpěv
- Michael Vičan – baskytara